# Сет-танцы

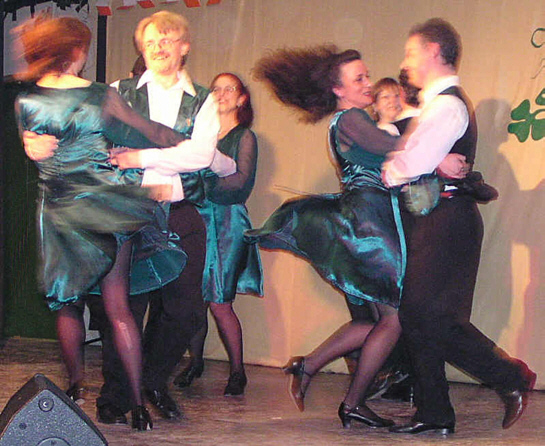
Исполнение танца «Shramore Set»

Сет-танцы (англ. Set Dancing) — разновидность традиционных групповых танцев в Ирландии. Сеты — это социальные танцы, то есть технически очень простые танцы-общение для некоторого количества танцоров — сета (группы от 4 до 16 человек) или нескольких сетов.
Появились в Ирландии в XVIII веке в процессе адаптации французских кадрилей под традиционные ирландские мелодии. Во время активной деятельности Гэльской Лиги (которая в рамках возрождения ирландской культуры отобрала 30 народных фигурных танцев и объявила только их истинно ирландскими) сет-танцы как раз и были заклеймены как «недостаточно ирландские» именно из-за их очевидного французского происхождения. Однако спустя еще сто лет можно наблюдать, что эти танцы прижились в Ирландии, вытеснив по популярности даже традиционные ирландские кейли.
Длится танец обычно от 10 до 30 минут. Танец разделяется на отдельные фрагменты, называемые фигурами. Возможны смены ритмических рисунков от фигуры к фигуре танца: от польки можно перейти к рилу, а потом к хорнпайпу. Танцы в сете обычно имеют сложное строение с вступлением, завершением, боди — телом танца которое повторяется несколько раз, и фигурами которые танцуются между боди и не повторяются. Такая структура танца характерна для многих народных танцев, в том числе для сложных разновидностей кейли.